# ザクセン州

ザクセン州
Freistaat Sachsen

| ザクセン州の旗 | ザクセン州の紋章 |
| -------------- | ---------------- |
| 州旗           | 州の紋章         |
| 州歌           | なし             |

| 州都                            | ドレスデン                                       |
| 面積                            | 18,419.71 km² （第10位）                         |
| 人口 - 総計 - 人口密度          | （2011/12/31） 4,137,051 人 （第6位） 225 人/km² |
| ISO 3166-2:DE                   | DE-SN                                            |
| 公式サイト                      | ザクセン州政府                                   |
| 政 治                           |                                                  |
| 州首相                          | ミヒャエル・クレッチマー (CDU)                   |
| 与党                            | CDU・SPD連立                                     |
| 前回選挙                        | 2019年9月1日                                     |
| 次回選挙                        | 2024年                                           |
| 連邦参議院（上院） での投票権数 | 4                                                |
| 地 方                           |                                                  |
| 市町村数 * 独立市               | 511 7                                            |
| 備考欄                          |                                                  |
| -                               |                                                  |

ザクセン州（ザクセンしゅう、Freistaat Sachsen）は、ドイツに16ある連邦州の1つである。1990年のドイツ再統一により加盟した5つの新連邦州の1つ。正式名称は「ザクセン自由州、ザクセン自由国」。州都はドレスデン。
中世の初期には、ザクセンというと現在のニーダーザクセン州、ノルトライン＝ヴェストファーレン州を合わせた地域を指していた。250～500年頃に現在のシュレースヴィヒ＝ホルシュタイン州からこの地域にザクセン人が移住定着し、ザクセン公国の時代に領土を拡大した。その後、ザクセン王国、ドイツ帝国、ヴァイマル共和国、東ドイツなどの歴史を経てきており、ザクセン王国時代におおよそ現在の地域になった。

## 地理
ザクセン州はドイツの東の端にあり、南はチェコ、東はポーランドと接している。また北はブランデンブルク州、ザクセン＝アンハルト州、北西から西にかけてテューリンゲン州、西はバイエルン州と接している。州都はドレスデンであり、その他ではライプツィヒ、ケムニッツ、ツヴィッカウなどが主な都市である。東ドイツの社会主義政権が崩壊した1989年以来、州の人口は減少の一途をたどっており、主に旧西ドイツ方面への流出が激しい。
州の南東から北西にかけてエルベ川が流れており、この周囲が州の中心となっている。ほかにエルベ川の西を流れるムルデ川と、ポーランドの国境線になっているナイセ川が主な川である。
ザクセン州の南西部は歴史的には、ラウジッツまたはオーバーラウジッツと呼ばれ、少数民族であるソルブ人の居住地域となっている。
北から南にかけて全体が田園地帯であり、南部は次第に標高が上がりチェコとの境界付近は山岳地帯である。また、バイエルン州からエルベ川付近まではエルツ山地となっている。エルベ川が山を削った渓谷は雄大な景色をつくり、エルベ川砂岩地域として有名である。州の東に行くほど山は低くなり、それらはラウジッツ山地と呼ばれている。

## 歴史
東ドイツ時代は中央集権化政策が採られたために1952年に州が廃止され、ライプツィヒ県・ドレスデン県・カール＝マルクス＝シュタット県に3分割された。1990年に旧東ドイツで1952年以前の州を復活させ、その州がドイツ連邦共和国（西ドイツ）に加入する（新連邦州）という形で東西ドイツが統合されたが、1990年に復活した州は1952年廃止の州とは一部領域が異なっており、例えば旧ライプツィヒ県の一部はザクセン＝アンハルトへ編入されている。

## 政治

### 州議会
州議会 (Landtag) の定数は119。2019年9月1日に行われた州議会選挙での各党の「得票率／獲得議席数（前回2014年選挙からの増減）／議席占有率」は以下の通りである。
- ドイツキリスト教民主同盟 (CDU)　32.1%／45議席(-14)／37.8%
- ドイツのための選択肢 (AfD)　27.5%／38議席(+24)／31.9%
- 左翼党 (Linke)　10.4%／14議席(-13)／11.8％
- 同盟90/緑の党 (Grüne)　8.6%／12議席(+4)／10.1%
- ドイツ社会民主党 (SPD)　7.7%／10議席(-8)／8.4%

　――――――――――――――――――――――――――――――――――
- 自由民主党（FDP）　4.5%／0議席(±0)／0%

反ユーロを掲げる右派新党のAfDが得票率27.5%を記録し、同日に選挙があったブランデンブルク州とともに州議会で第2党に躍進。ドイツキリスト教民主同盟 (CDU)は第1党を死守したが伸び悩み、自由民主党、極右政党のドイツ国家民主党 (NPD)は今回も議席を獲得できなかった。

### 歴代州首相
| 代             | 氏名 (独語)                                              | 所属政党 | 就任日         | 退任日         |
| -------------- | -------------------------------------------------------- | -------- | -------------- | -------------- |
| 1              | リヒャルト・リピンスキ (Richard Lipinski)                | USPD     | 1918年11月15日 | 1919年1月21日  |
| 2              | ゲオルク・グラッドナウアー (Georg Gradnauer)             | SPD      | 1919年1月21日  | 1920年5月4日   |
| 3              | ヴィルヘルム・ブーフ (Wilhelm Buck)                      | SPD      | 1920年5月4日   | 1923年3月21日  |
| 4              | エーリヒ・ツァイグナー (Erich Zeigner)                   | SPD      | 1923年3月21日  | 1923年10月29日 |
| 5              | ルドルフ・ハインツェ (Rudolf Heinze)                     | DVP      | 1923年10月29日 | 1923年10月31日 |
| 6              | アルフレート・フェリシュ (Alfred Fellisch)               | SPD      | 1923年10月31日 | 1924年1月4日   |
| 7              | マックス・ヘルト (Max Heldt)                             | SPD      | 1924年1月4日   | 1929年6月26日  |
| 8              | ヴィルヘルム・ビュンガー (Wilhelm Bünger)                | DVP      | 1929年6月26日  | 1930年2月18日  |
| 9              | ヴァルター・シーク (Walther Schieck)                     | DVP      | 1930年5月6日   | 1933年3月10日  |
| 10             | マンフレート・フォン・キリンガー (Manfred von Killinger) | NSDAP    | 1933年3月10日  | 1935年2月28日  |
| 11             | マルティン・ムッチュマン (Martin Mutschmann)             | NSDAP    | 1935年3月1日   | 1945年5月7日   |
| 12             | ルドルフ・フリードリヒス (Rudolf Friedrichs)             | SPD SED  | 1945年7月4日   | 1947年6月13日  |
| 13             | マックス・セイデヴィッツ (Max Seydewitz)                 | SED      | 1947年7月31日  | 1952年7月23日  |
| （州廃止期間） |                                                          |          |                |                |
| 14             | クルト・ビーデンコップ (Kurt Biedenkopf)                 | CDU      | 1990年11月8日  | 2002年4月18日  |
| 15             | ゲオルク・ミルブラット (Georg Milbradt)                  | CDU      | 2002年4月18日  | 2008年5月28日  |
| 16             | スタニスラフ・ティリッヒ (Stanislaw Tillich)             | CDU      | 2008年5月28日  | 2017年12月12日 |
| 17             | ミヒャエル・クレッチマー (Michael Kretschmer)            | CDU      | 2017年12月13日 | （現職）       |

## 行政区分

### 郡と独立市
ザクセン州は10の郡 (Landkreis) と3つの独立市 (Kreisfreie Stadt) に分かれる。
2012年2月以前からの郡はそのまま受け継ぎ、ケムニッツ、ドレスデン、ライプツィヒの3つの管区 (Direktionsbezirk) は姿を消した。

### 行政管区
ザクセンの州政府は、2008年7月まで、州内を3つの行政管区（Regierungsbezirk、「県」とも訳される）に分け、その地域にある地方自治体の活動を監督していた。これらの行政管区はおおむね旧東ドイツ時代の県の領域を踏襲していたが自治体ではなく、議会をもたない行政官庁であった。2008年8月に Regierungsbezirk は Direktionsbezirk と名を変え、2012年3月に3つの管区は全てザクセン州総局 (Landesdirektion Sachsen) に統合された。
- ケムニッツ行政管区（南西部）
- ドレスデン行政管区（東部）
- ライプツィヒ行政管区（北西部）

### 2012年2月までの郡と独立市
| 行政管区     | 郡・独立市 | 郡・独立市                                         | 郡・独立市                                 | 郡都                       | 郡都              |
| ------------ | ---------- | -------------------------------------------------- | ------------------------------------------ | -------------------------- | ----------------- |
| ケムニッツ   | C          | ケムニッツ                                         | Chemnitz                                   | 独立市                     | 独立市            |
| ケムニッツ   | ERZ        | エールツゲビルク郡                                 | Erzgebirgskreis                            | アンナベルク゠ブーフホルツ | Annaberg-Buchholz |
| ケムニッツ   | FG         | ミッテルザクセン郡                                 | Landkreis Mittelsachsen                    | フライベルク               | Freiberg          |
| ケムニッツ   | V          | フォークトラント郡                                 | Vogtlandkreis                              | プラウエン                 | Plauen            |
| ケムニッツ   | Z          | ツヴィッカウ郡                                     | Landkreis Zwickau                          | ツヴィッカウ               | Zwickau           |
| ドレスデン   | DD         | ドレスデン                                         | Dresden                                    | 独立市                     | 独立市            |
| ドレスデン   | BZ         | バウツェン郡                                       | Landkreis Bautzen                          | バウツェン                 | Bautzen           |
| ドレスデン   | GR         | ゲルリッツ郡                                       | Landkreis Görlitz                          | ゲルリッツ                 | Görlitz           |
| ドレスデン   | MEI        | マイセン郡                                         | Landkreis Meißen                           | マイセン                   | Meißen            |
| ドレスデン   | PIR        | ゼクシッシェ・シュヴァイツ゠オストエールツビルゲ郡 | Landkreis Sächsische Schweiz-Osterzgebirge | ピルナ                     | Pirna             |
| ライプツィヒ | L          | ライプツィヒ                                       | Leipzig                                    | 独立市                     | 独立市            |
| ライプツィヒ | L          | ライプツィヒ郡                                     | Landkreis Leipzig                          | ボルナ                     | Borna             |
| ライプツィヒ | TDO        | ノルトザクセン郡                                   | Landkreis Nordsachsen                      | トルガウ                   | Torgau            |

1～3文字のアルファベットは、ナンバープレートなどに使われるコードである。

### 2008年までの郡と独立市
2008年までは、22の郡と7つの独立市に分かれていた。（行政管区は同じ）
| 行政管区      | 新郡・独立市                                      | 旧郡・独立市 | 旧郡・独立市                                   | 旧郡・独立市                        | 郡都                       | 郡都              |
| ------------- | ------------------------------------------------- | ------------ | ---------------------------------------------- | ----------------------------------- | -------------------------- | ----------------- |
| ケム ニッツ   | ケムニッツ                                        | C            | ケムニッツ                                     | Chemnitz                            | 独立市                     | 独立市            |
| ケム ニッツ   | エールツゲビルクスクライス                        | STL          | シュトルベルク郡                               | Landkreis Stollberg                 | シュトルベルク             | Stollberg         |
| ケム ニッツ   | エールツゲビルクスクライス                        | ANA          | アンナベルク郡                                 | Landkreis Annaberg                  | アンナベルク゠ブーフホルツ | Annaberg-Buchholz |
| ケム ニッツ   | エールツゲビルクスクライス                        | ASZ          | アウエ゠シュヴァルツェンベルク郡               | Landkreis Aue-Schwarzenberg         | アウエ                     | Aue               |
| ケム ニッツ   | エールツゲビルクスクライス                        | MEK          | ミットレラー・エールツゲビルク郡               | Mittlerer Erzgebirgskreis           | マリーエンベルク           | Marienberg        |
| ケム ニッツ   | ミッテルザクセン郡                                | FG           | フライベルク郡                                 | Landkreis Freiberg                  | フライベルク               | Freiberg          |
| ケム ニッツ   | ミッテルザクセン郡                                | MW           | ミットヴァイダ郡                               | Landkreis Mittweida                 | ミットヴァイダ             | Mittweida         |
| ケム ニッツ   | ミッテルザクセン郡                                | DL           | デーベルン郡                                   | Landkreis Döbeln                    | デーベルン                 | Döbeln            |
| ケム ニッツ   | フォークトラントクライス                          | V            | フォークトラント郡                             | Vogtlandkreis                       | フォークトラント           | Vogtland          |
| ケム ニッツ   | フォークトラントクライス                          | PL           | プラウエン                                     | Plauen                              | 独立市                     | 独立市            |
| ケム ニッツ   | ツヴィッカウ郡                                    | GC           | ケムニツァー・ラント郡                         | Landkreis Chemnitzer Land           | グラウハ                   | Glauchau          |
| ケム ニッツ   | ツヴィッカウ郡                                    | Z            | ツヴィッカウアー・ラント郡                     | Landkreis Zwickauer Land            | ヴェルダウ                 | Werdau            |
| ケム ニッツ   | ツヴィッカウ郡                                    | Z            | ツヴィッカウ                                   | Zwickau                             | 独立市                     | 独立市            |
| ドレス デン   | ドレスデン                                        | DD           | ドレスデン                                     | Dresden                             | 独立市                     | 独立市            |
| ドレス デン   | バウツェン郡                                      | BZ           | バウツェン郡                                   | Landkreis Bautzen                   | バウツェン                 | Bautzen           |
| ドレス デン   | バウツェン郡                                      | KM           | カメンツ郡                                     | Landkreis Kamenz                    | カメンツ                   | Kamenz            |
| ドレス デン   | バウツェン郡                                      | HY           | ホイエルスヴェルダ                             | Hoyerswerda                         | 独立市                     | 独立市            |
| ドレス デン   | ゲルリッツ郡                                      | NOL          | ニーダーシュレージシャー・オーバーラウジッツ郡 | Niederschlesischer Oberlausitzkreis | ニースキー                 | Niesky            |
| ドレス デン   | ゲルリッツ郡                                      | ZI           | レーバウ゠ツィッタウ郡                         | Landkreis Löbau-Zittau              | ツィッタウ                 | Zittau            |
| ドレス デン   | ゲルリッツ郡                                      | GR           | ゲルリッツ                                     | Görlitz                             | 独立市                     | 独立市            |
| ドレス デン   | マイセン郡                                        | RG           | リーザ゠グローセンハイン郡                     | Landkreis Riesa-Großenhain          | グローセンハイン           | Großenhain        |
| ドレス デン   | マイセン郡                                        | MEI          | マイセン郡                                     | Landkreis Meißen                    | マイセン                   | Meißen            |
| ドレス デン   | ゼクシッシェ・シュヴァイツ ゠オスターツゲビルゲ郡 | DW           | ヴァイセリッツ郡                               | Weißeritzkreis                      | ディポルディスヴァルデ     | Dippoldiswalde    |
| ドレス デン   | ゼクシッシェ・シュヴァイツ ゠オスターツゲビルゲ郡 | PIR          | ゼクシッシェ・シュヴァイツ郡                   | Landkreis Sächsische Schweiz        | ピルナ                     | Pirna             |
| ライプ ツィヒ | ライプツィヒ                                      | L            | ライプツィヒ                                   | Leipzig                             | 独立市                     | 独立市            |
| ライプ ツィヒ | ライプツィヒ郡                                    | L            | ライプツィガー・ラント郡                       | Landkreis Leipziger Land            | ボルナ                     | Borna             |
| ライプ ツィヒ | ライプツィヒ郡                                    | MTL          | ムルデンタール郡                               | Muldentalkreis                      | グリンマ                   | Grimma            |
| ライプ ツィヒ | ノルトザクセン郡                                  | DZ           | デーリッチュ郡                                 | Landkreis Delitzsch                 | デーリッチュ               | Delitzsch         |
| ライプ ツィヒ | ノルトザクセン郡                                  | TO           | トルガウ＝オーシャッツ郡                       | Landkreis Torgau-Oschatz            | トルガウ                   | Torgau            |

## シンボル
- 州の紋章
- 州旗
- 州政府旗

## 住民

### 宗教
ザクセン州住民の約75%が無信仰もしくはキリスト教以外の信仰者である。約21%の住民がドイツ福音主義教会の信徒である。その多くはザクセン福音ルター派州教会に属している。ただ、ニーダーシュレージシャー・オーバーラウジッツ郡とゲルリッツの住民はベルリン＝ブランデンブルク＝シュレージシェ・オーバーラウジッツ福音主義教会(EKBO)に属している。中部ドイツ福音主義教会に属している住民も少数いる。3.7 %の住民はローマ・カトリック教会に属している。イスラム教、ユダヤ教等のキリスト教以外の信仰を持つ住民は都市部を中心に住んでいる。
|                        | 教会員数 (9. Mai 2011) | 住民比 |
| ローマ・カトリック教会 | 149,570                | 3.7 %  |
| ドイツ福音主義教会     | 846,490                | 20.9 % |
| 他宗教、無信仰者       | 3,060,740              | 75.4 % |

## ザクセン州出身の著名人
- リヒャルト・ワーグナー：作曲家、指揮者
- フリッツ・フォン・ウーデ：画家
- ローズマリー・アッカーマン：走り高跳び選手。1976年モントリオールオリンピック金メダル
- 木村昴：声優
- C418：作曲家